# Pietro Girolamo Guglielmi
Pietro Girolamo Guglielmi (Jesi, 4 de dezembro de 1694 - Roma, 15 de novembro de 1773) foi um cardeal do século XVIII

## Biografia
Nasceu em Jesi em 4 de dezembro de 1694. Terceiro dos quatro filhos de Giovanni Lodovico Guglielmi, famoso jurisconsulto, e Camilla de' Galvani. Os outros irmãos eram Antonio, Gaetano e Giuseppe. Seu primeiro nome também está listado como Pier Girolamo; e seu sobrenome como Guglielmi Balleani. Tio bisavô do Papa Pio IX.
Educação inicial em casa; mais tarde, influenciado pelo pai, estudou direito e obteve o doutorado in utroque iure , direito canônico e civil.
Clérigo de Jesi. Auditor da nunciatura em Nápoles. Referendário do Tribunal da Assinatura Apostólica e prelado doméstico de Sua Santidade, 9 de janeiro de 1726. Auditor do Tribunal da Assinatura Apostólica de Justiça, julho de 1730. Segundo tenente do auditor da Câmara Apostólica, março de 1733. Eleitor da Tribunal da Assinatura Apostólica da Graça, março de 1734. Assessor da Suprema SC da Inquisição Romana e Universal, setembro de 1743. Cônego da basílica patriarcal do Vaticano, 6 de janeiro de 1745.
Recebeu o subdiaconato em 17 de abril de 1745; e o diaconato em 12 de junho de 1745. Secretário da SC dos Bispos e Religiosos, em 26 de novembro de 1753. Consultor da SS.CC. do Supremo SC da Inquisição Romana e Universal, e Ritos, dezembro de 1753.
Criado cardeal sacerdote no consistório de 24 de setembro de 1759; recebeu o chapéu vermelho em 27 de setembro de 1759; e o título de Ss. Trinità al Monte Pincio, 19 de novembro de 1759. Atribuída à SS. CC dos Bispos e Regulares, Imunidade Eclesiástica, Visitação Apostólica, Fábrica da Basílica de São Pedro e Tribunal da Assinatura Apostólica da Graça. Foi protetor de várias congregações e confrarias, entre elas, a Congregação dos Clérigos de S. Ippolito della Carità, no México; e a Confraria da Madonna della Misericordia e di S. Pietro , Jesi. Prefeito da SC da Disciplina dos Regulares, dezembro de 1759. Camerlengo do Sagrado Colégio dos Cardeais, de 25 de janeiro de 1768 a 29 de janeiro de 1770. Participou do conclave de 1769, que elegeu o Papa Clemente XIV. As diversas doenças que sofreu ao longo de sua vida, debilitaram sua mente a um estado grave.
Morreu em Roma em 15 de novembro de 1773, perto das 14 horas, depois de sofrer de febre alta e catarro, por alguns dias. Exposto na igreja dominicana de S. Maria sopra Minerva, Roma, onde se realizou o funeral na manhã de 17 de novembro, na presença do Papa Clemente XIV; O cardeal Giovanni Carlo Boschi, camerlengo do Sacro Colégio dos Cardeais, celebrou a missa de réquiem; e enterrado em seu título, Ss. Trinità al Monte Pincio. Ele não preparou um testamento formal, mas deixou um documento manuscrito para seu amigo íntimo, Giorgio Lascario, patriarca titular de Jerusalém, no qual designava seu irmão Gaetano como herdeiro ab intestato . Ele deixou seus servos 2.000 escudosa serem distribuídos de acordo com sua classificação. Seu irmão Gaetano ergueu um monumento de mármore, com seu retrato e uma inscrição, em sua homenagem na capela da família Balleani, na catedral de Jesi, enquanto os cardeais ainda estavam vivos. O cabido daquela catedral colocou sua efígie pintada em pano na sala capitular, entre as de outros cardeais e bispos, ao lado da de seu irmão Antonio, arcebispo de Urbino, com uma inscrição honrosa análoga.